# Mahir Alkaya
Mahir Önder Alkaya (Amsterdam, 6 juli 1988) is een Nederlands voormalig politicus.  Hij was van 2018 tot 2023 lid van de Tweede Kamer der Staten-Generaal. Alkaya is lid van de Socialistische Partij (SP).

## Loopbaan
Alkaya doorliep het gymnasium aan het Amsterdams Lyceum en studeerde vanaf 2006 industrieel ontwerpen aan de Technische Universiteit Delft. In 2012 behaalde hij zijn mastergraad. Hierna werkte hij als beleidsmedewerker internationale zaken bij het Ministerie van Economische Zaken.
In 2010 werd hij lid van de SP uit onvrede met de afwikkeling van de bankencrisis, waarbij volgens Alkaya de rekening bij gewone mensen werd gelegd. In 2014 werd hij namens de SP buitengewoon commissielid in het Amsterdamse stadsdeel Nieuw-West. Bij de Tweede Kamerverkiezingen 2017 stond hij als zestiende op de kandidatenlijst van de SP; te laag om direct gekozen te worden. In januari 2018 kwam hij alsnog in de Tweede Kamer, als opvolger van Emile Roemer die een maand eerder zowel het partijleiderschap had neergelegd als zijn Kamerlidmaatschap had beëindigd.
Alkaya houdt zich als Kamerlid bezig met financiën, economische zaken, belastingen, ICT en verkeer. In een initiatiefnota in december 2018 pleitte hij voor een publieke betaal- en spaarbank en vroeg hij de Kamer hier een parlementair onderzoek naar te doen. Tevens riep hij de regering op De Volksbank niet te privatiseren. In een motie in juni 2020 riep hij de regering opnieuw op een Nationale Betaal- en Spaarbank op te richten. Dit voorstel werd verworpen, maar kreeg wel de steun van vrijwel de gehele oppositie. Bij de Tweede Kamerverkiezingen 2021 stond hij op een derde plaats op de kandidatenlijst van de SP en werd hij herkozen. In de aanloop naar de Tweede Kamerverkiezingen 2023 gaf hij aan niet meer verkiesbaar te willen zijn. Wel was hij voorzitter van de commissie die het verkiezingsprogramma van de SP schreef. Op 5 december 2023 nam hij afscheid van de Tweede Kamer.

## Publicatie
Op 3 maart 2022 bracht hij zijn boek Van wie wordt ons geld? uit. Alkaya schrijft hierin over de opkomst van digitaal geld en waarschuwt tegen de invloed op het betalingsverkeer van techgiganten als Facebook en een grootmacht als China.

## Persoonlijk
Alkaya is van Turkse afkomst. Zijn grootvader kwam als gastarbeider naar Nederland en werkte in de scheepsbouw. Alkaya is getrouwd.

## Uitslagen verkiezingen
| Verkiezingen                  | Plaats Alkaya | Zetels SP | Aantal stemmen |
| ----------------------------- | ------------- | --------- | -------------- |
| Tweede Kamerverkiezingen 2017 | 16 (lijst SP) | 14        | 1.243          |
| Tweede Kamerverkiezingen 2021 | 3 (lijst SP)  | 9         | 4.470          |

## Publicaties
- Van wie wordt ons geld?, 232 p., ISBN 9789083207124 (Bot Uitgevers, 2022)